# Persoonsbewijs

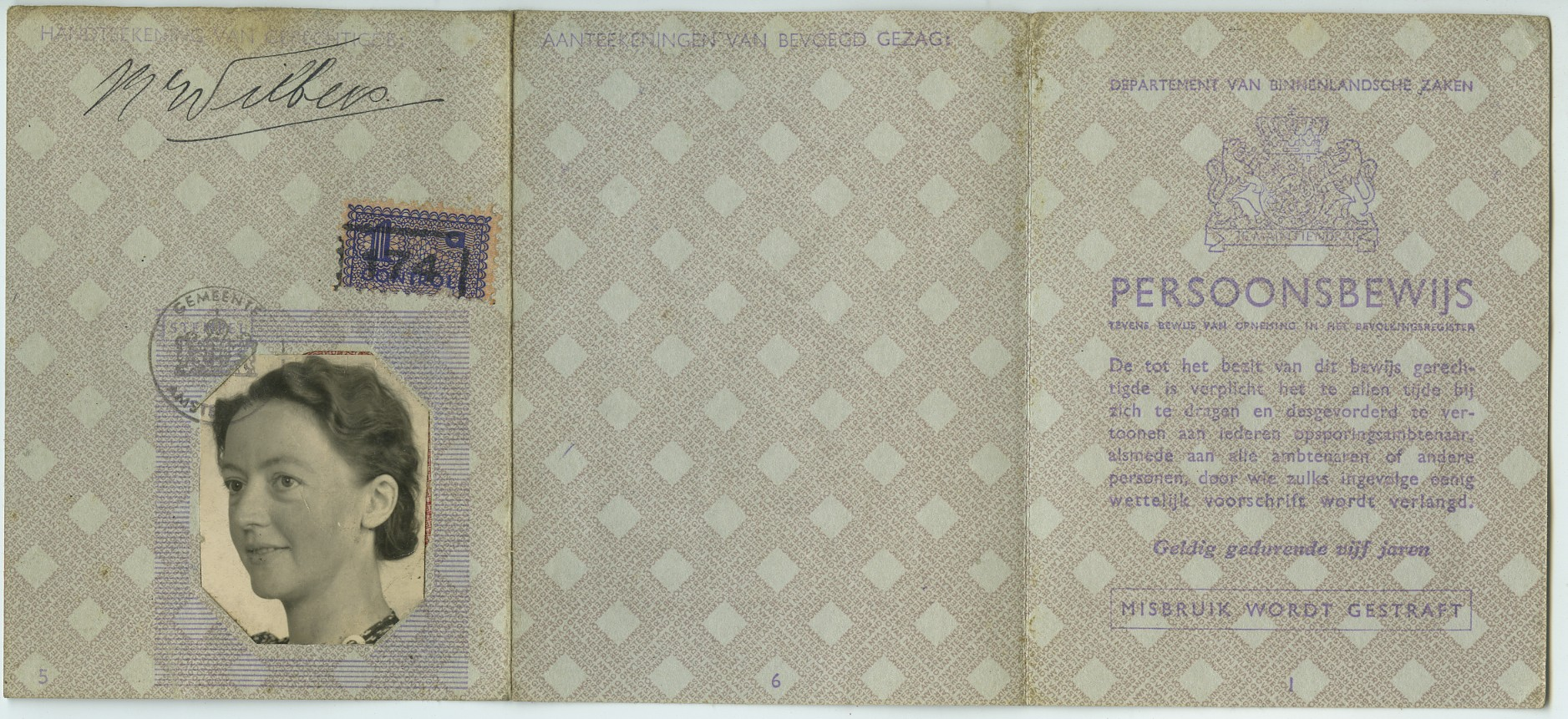
Buitenzijde van een persoonsbewijs.

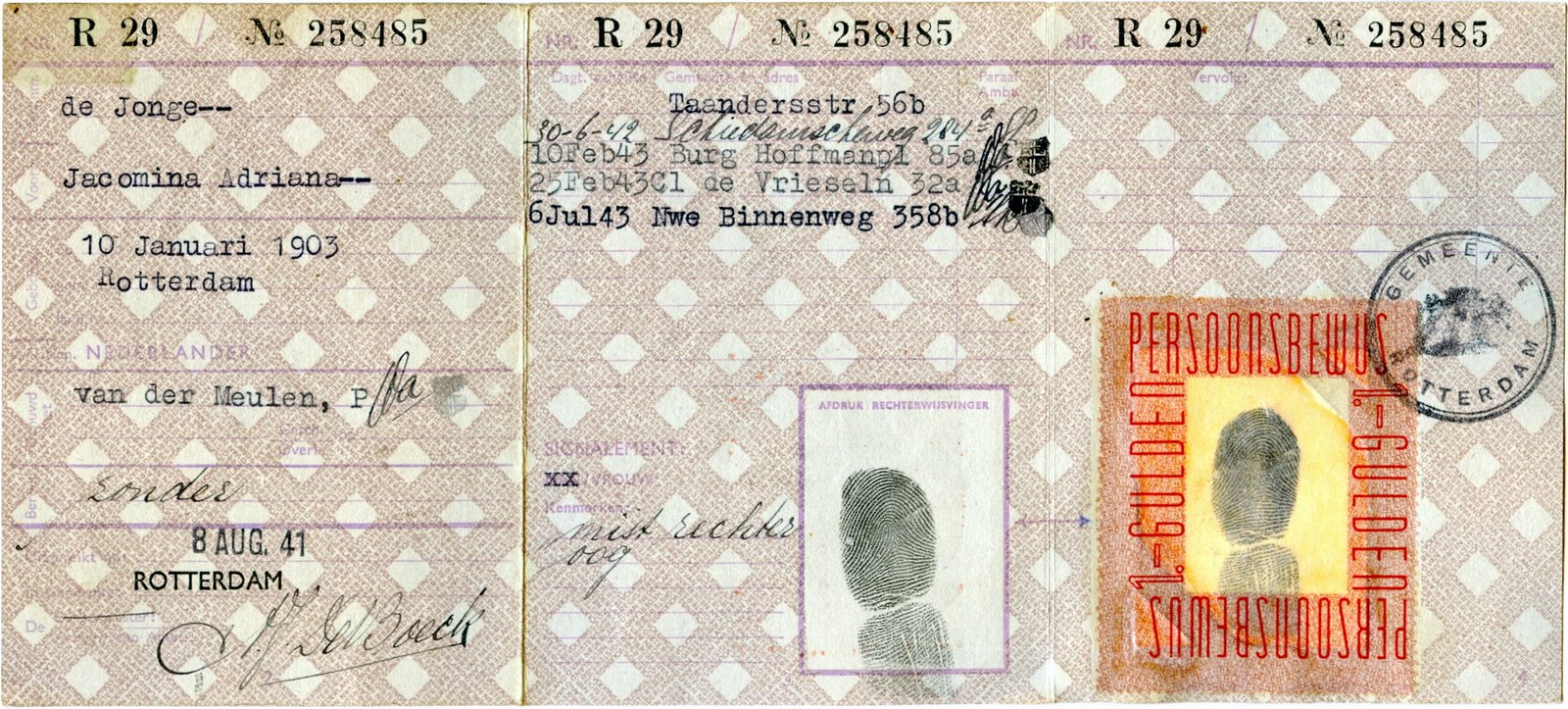
Binnenzijde van een persoonsbewijs

Het persoonsbewijs (PB) was een identiteitskaart (ID) die op aandringen van de Duitse bezetter in de Tweede Wereldoorlog werd ingevoerd door de Nederlandse secretarissen-generaal. In april 1941 werden alle Nederlanders van vijftien jaar en ouder verplicht tot het bezit van een persoonsbewijs.

## Achtergrond
Het persoonsbewijs was ontwikkeld door de Nederlandse ambtenaar Jacobus Lambertus Lentz. In samenwerking met de Duitse bezetter wist Lentz een document te ontwikkelen dat het beste persoonsbewijs van Europa genoemd kon worden. Verzetsgroepen als de persoonsbewijzencentrale (PBC) hebben veel vervalste persoonsbewijzen vervaardigd, dit was echter een erg lastige opgave. Dit had mede te maken met de inktsoort die voor het persoonsbewijs werd gebruikt: onder een kwartslamp werd de inkt onzichtbaar. Ook reageerde het karton van het persoonsbewijs met aceton, waardoor veranderingen in de geschreven tekst direct opvielen. Verder was het niet mogelijk om de pasfoto in het persoonsbewijs te verwijderen. Hierdoor werd een doorzichtige zegel aan de achterkant verbroken, waarop een vingerafdruk stond. De lijm van de zegel was buitengewoon moeilijk te verbreken, zonder dat de zegel ook verbrak. De vingerafdruk op de achterkant van de pasfoto moest weer overeenkomen met de vingerafdruk aan de linkerkant. Vervalsingen met een pasfoto waren daarom vrijwel uitgesloten.

## Schaduwarchief
Om het kopiëren moeilijker te maken werd een schaduwarchief van de persoonsbewijzen bijgehouden, zodat vervalste nummers zouden opvallen (deze nummers staan geheel bovenaan het persoonsbewijs). Wilde men een perfecte vervalsing maken, dan moesten de corresponderende nummers in het persoonsbewijs overeenkomen met de nummers in een archief dat in Koninklijke Kunstzaal Kleykamp (Huize Kleykamp) in Den Haag werd bewaard. Dit archief werd door de Duitsers vaak geraadpleegd. Op verzoek van het Nederlandse verzet werd dit archief op 11 april 1944 om 15:00 uur gebombardeerd door de geallieerden. Het ambtelijk personeel was nog aan het werk toen het bombardement begon. Er vielen 59 doden, waaronder ook een aantal Nederlanders die aan het verzet hand-en-spandiensten verleenden.

## Invloed
Het persoonsbewijs verschafte de Duitse bezetter een krachtig administratief middel voor zijn onderdrukkingspolitiek. Loe de Jong typeert het persoonsbewijs als "een onmisbaar hulpmiddel voor het vervolgingsbeleid van de Duitse bezetter". Vooral bij de Jodenvervolging en bij de tewerkstelling in Duitsland bleek iedere keer weer de onschatbare betekenis van het persoonsbewijs. Voor de SS vormde het persoonsbewijs een bijna perfect administratief instrument ter arrestatie van verzetsmensen. Het systeem van persoonsbewijzen heeft duizenden mensen het leven gekost omdat het opsporing en arrestatie aanzienlijk vereenvoudigde.

## Kenmerken

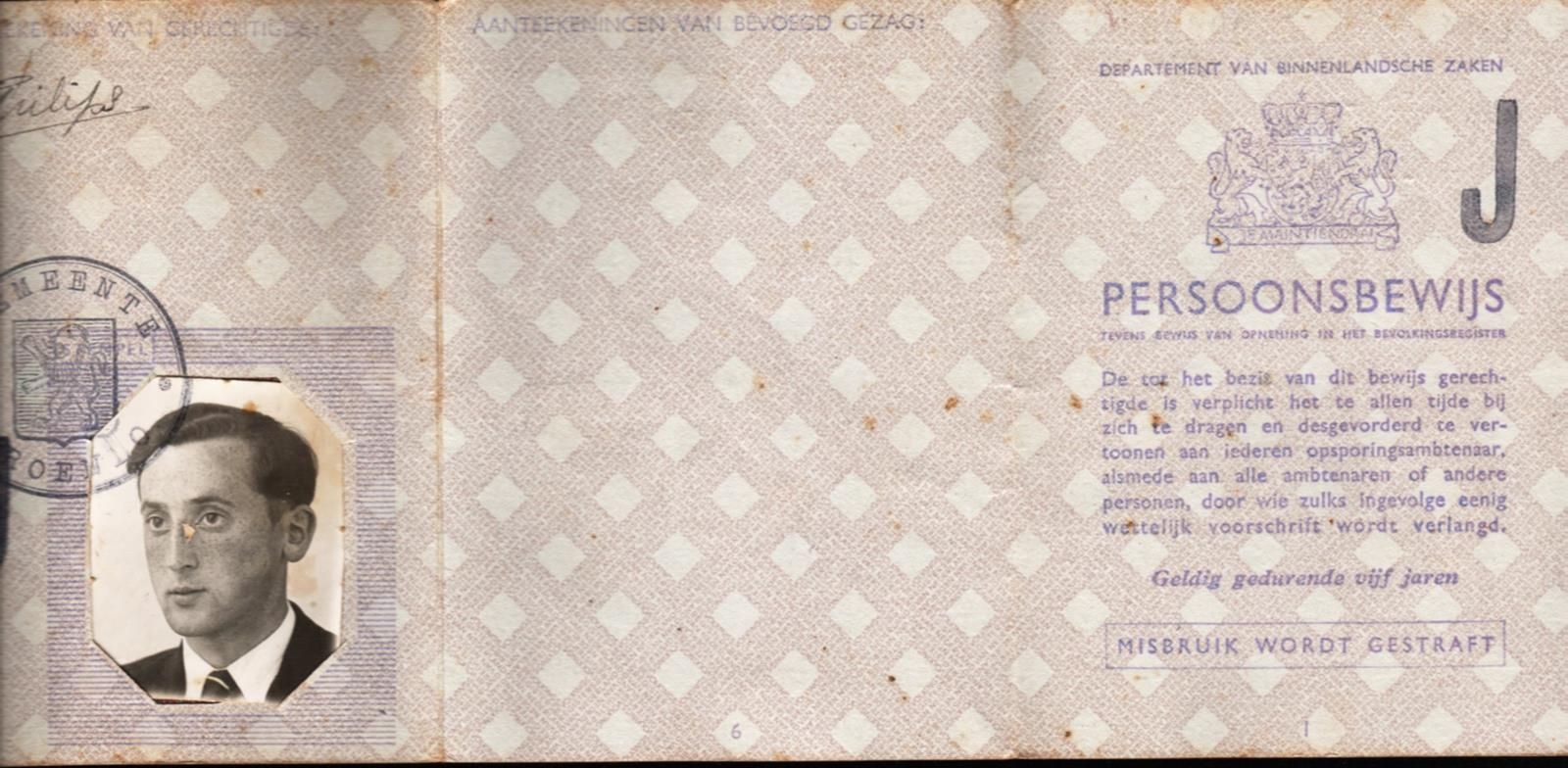
Buitenzijde van een persoonsbewijs met vermelding van een 'J'

Het bewijs had op de voorkant een pasfoto. Andere gegevens die het bevatte waren:
- de vingerafdruk van de betrokkene
- de woonplaats van de betrokkene
- de geboortedatum en het geslacht.

Datum van afgifte en nummer van het persoonsbewijs werden aangetekend in de gemeentelijke administratie, op de persoonskaart van die persoon. Op deze manier werd een vrijwel sluitende maatschappelijke herkenning gerealiseerd. Indien de SS iemand zocht dan was een vrijwel complete opgave beschikbaar. Dat maakte het persoonsbewijs, tezamen met het bijna niet te vervalsen karakter, tot een machtig hulpmiddel.
Voor Joden was het persoonsbewijs ook nog aan de voor- en achterzijde bedrukt met een grote zwarte J. Medio 1941 had SS-Obergruppenführer en politiechef Hanns Rauter verordonneerd dat deze J op het persoonsbewijs van de Joden moest worden aangebracht. Bij de deportaties van Joden naar Polen was dit een belangrijk hulpmiddel om Joden te identificeren. In enkele uitzonderingsgevallen stond er ook nog een Sperr-stempel op het persoonsbewijs naast de J. Dit Sperr-stempel bood aan enkele Joden een (veelal een tijdelijke) vrijstelling van deportatie naar concentratie- en vernietigingskampen.

## Ausweis
Het persoonsbewijs is niet te verwarren met een ausweis. Een ausweis was een papieren document dat aangaf dat men vergunning had om op een bepaalde plaats of gedurende een bepaalde tijd aanwezig te zijn of dat er sprake was van een vrijstelling (zoals Arbeitseinsatz of dienst aan het front). In zo’n geval spreekt men dan van een sonder-ausweis. Moest men bijvoorbeeld werken gedurende de spertijd, dan had men een ausweis nodig. Een ausweis is dus niet hetzelfde als een persoonsbewijs, hoewel beide documenten vaak met hetzelfde woord worden aangeduid. Een persoonsbewijs had echter voor landarbeiders wel het karakter van een (sonder-)ausweis omdat de beroepsvermelding vrijstelling verleende voor onder meer de Arbeitseinsatz.

## Huidige identificatieplicht in Nederland
Een verschil tussen een paspoort en een persoonsbewijs is dat een paspoort een reisdocument betreft, waarvan overlegging vereist kan zijn bij het verlaten en binnengaan van een land. Inmiddels is er wederom identificatieplicht in Nederland.